# Symbols for the Blue Times
Symbols for the Blue Times è il terzo album in studio del gruppo musicale tedesco Depressive Age, pubblicato nel 1994 dalla GUN Records.

## Tracce

### Versione originale
1. Hills Of The Thrills – 4:36
2. World in Veins – 4:37
3. Garbage Canyons – 4:14
4. Hut – 4:59
5. Subway Tree – 4:27
6. Port Graveyard – 4:14
7. We Hate Happy Ends – 3:45
8. Friend Within – 5:28
9. Neptune Roars – 3:51
10. Sorry, Mr. Pain – 3:46
11. Kotze! – 2:38
12. Rusty Cells – 4:36
13. Mother Salvation – 5:03

### Versione giapponese 22 Febbraio 1995
1. Real Love – 3:04
2. Hills Of The Thrills – 4:36
3. World in Veins – 4:37
4. Garbage Canyons – 4:14
5. Hut – 4:59
6. Subway Tree – 4:27
7. Port Graveyard – 4:14
8. We Hate Happy Ends – 3:45
9. Friend Within – 5:28
10. Neptune Roars – 3:51
11. Sorry, Mr. Pain – 3:46
12. Kotze! – 2:38
13. Rusty Cells – 4:36
14. Mother Salvation – 5:03

### Riedizione doppio vinile 2 ottobre 2020
Lato A1
1. Hills Of The Thrills – 4:36
2. World in Veins – 4:37
3. Garbage Canyons – 4:14

Lato A2
1. Hut – 4:59
2. Subway Tree – 4:27
3. Port Graveyard – 4:27

Durata 27:07
Lato B1
1. We Hate Happy Ends – 3:45
2. Friend Within – 5:28
3. Neptune Roars – 3:51
4. Sorry, Mr. Pain – 3:46

Lato B2
1. Kotze! – 2:38
2. Rusty Cells – 4:36
3. Mother Salvation – 5:03

Durata 29:07

## Formazione
- Jan Lubitzki – voce
- Jochen Klemp – chitarra solista
- Ingo Grigoleit – chitarra ritmica
- Tim Schallenberg – basso
- Norbert Drescher – batteria